# Austrobaileyales
Austrobaileyales är en ordning av gömfröväxter. Den tillhör varken de enhjärtbladiga växterna eller trikolpaterna och fanns inte före 2003, då den föreslogs som ordning av Angiosperm Phylogeny Group. Enligt deras klassificeringssystem APG II ingår följande familjer:
- Austrobaileyaceae
- Stjärnanisväxter (Illiciaceae), inklusive fjärilsrankeväxter (Schisandraceae)
- Trimeniaceae

I det äldre Cronquistsystemet fanns en ordning Illiciales där stjärnanisväxterna och fjärilsrankeväxterna ingick. Austrobaileyaceae var placerad i ordningen Magnoliales och Trimeniaceae i ordningen Laurales.